# Киффер, Жан-Жак
Жан-Жак Киффе́р (фр. Jean-Jacques Kieffer; 1857, Генкиршан, Лотарингия — 1925, Бич (Лотарингия) — французский учёный, натуралист и энтомолог, специализировавшийся на изучении паразитических насекомых.

## Биография
Получил богословское образование. Преподавал естественные науки в Биче, Лотарингия. Работал над описанием и классификацией насекомых. Позднее его работы и публикации стали одним из источников для описания и классификаций энтомологов в начале XX-го века, в частности, в отношении паразитоидных ос, мошек и комаров.
Ж.-Ж. Киффер в 1904 году получил почётную степень доктора honoris causa в Страсбургском университете.
В честь Ж.-Ж. Киффера было названо несколько родов и видов насекомых, в том числе:
- Kiefferia, семейства Галлицы
- Kiefferulus, семейства Комары-звонцы
- Kiefferomyia, семейства Мокрецы (now included in Kieffer’s own genus Schizohelea)

## Избранные публикации
- Monographie des Cécidomyides d’Europe et d’Algérie. Annales de la Société Entomologique de France 69: 181—472, pl. 15-44. 1900
- Synopsis des Zoocécidies d’Europe. Annales de la Société Entomologique de France 70: 233—579. 1901
- Beschreibung neuer Proctotrypiden und Evaniiden. Arkiv for Zoologi 1: 525—562. 1904
- Hymenoptera. Fam. Scelionidae. Addenda et corrigenda. Genera Insectorum 80: 61-112. 1910
- Hymenoptera, Proctotrupoidea. Transactions of the Linnean Society of London, Zoology 15: 45-80. 1912
- Proctotrupidae, Cynipidae et Evaniidae. Voyage de Ch. Alluaud et R. Jeannel en Afrique Orientale (1911—1912). Résultats scientifiques. Hyménoptères 1: 1-35. 1913
- Proctotrypidae (3e partie). Pages 305—448 in André, E. Species des Hyménoptères d’Europe et d’Algérie. Vol. 11. 1914
- Neue Scelioniden aus den Philippinen-Inseln. Brotéria 14: 58-187. 1916
- Diapriidae. Das Tierreich. Vol. 44. Walter de Gruyter & Co., Berlin. 1916 627 pp.
- Scelionidae. Das Tierreich. Vol. 48. Walter de Gruyter & Co., Berlin. 1926 885pp.